# William Howard (Basketballspieler)
William Henri Audie Howard (* 25. Oktober 1993 in Montbrison) ist ein französischer Basketballspieler.

## Laufbahn
Sein aus den Vereinigten Staaten stammender Vater Skip spielte Ende der 1970er und in den 1980er Jahren als Basketballprofi in Frankreich und lernte dort seine spätere Ehefrau Sylvaine kennen, die ebenfalls Basketball spielte.
Von 2009 bis 2011 wurde William Howard am nationalen französischen Leistungszentrum INSEP ausgebildet, das folgende Spieljahr verbrachte er im Heimatland seines Vaters und besuchte die New Hope Academy im Bundesstaat Maryland. Nach seiner Rückkehr wechselte er zum Erstligisten BCM Gravelines, spielte aber vornehmlich in der Jugend. Er sammelte in den folgenden Jahren Spielerfahrung in der zweiten französischen Liga, mit Hyères-Toulon wurde er 2016 Zweitligameister und stand für die Mannschaft dann auch in der höchsten Spielklasse des Landes auf dem Feld. Seine dort erbrachten Leistungen brachten ihm 2017 einen Vertrag bei Limoges CSP ein, wo er wie bei seinen vorherigen Stationen insbesondere als treffsicherer Distanzschütze auf sich aufmerksam machte. Im Sommer 2019 nahm er an einem Trainingslager der NBA-Mannschaft Utah Jazz teil und unterschrieb kurz darauf einen Vertrag bei den Jazz. Er nahm an drei Vorbereitungsspielen teil, wurde von Utah im Oktober 2019 aber vor dem Saisonbeginn aus dem Aufgebot gestrichen.
Er schloss sich den Salt Lake City Stars an, für die er in der NBA-G-League in 15 Spielen 13,1 Punkte je Begegnung erzielte, ehe er Ende Dezember 2019 von den Houston Rockets mit einem Zweiwegevertrag für die NBA sowie die Fördermannschaft der Texaner, Rio Grande Valley Vipers, ausgestattet wurde. Er bestritt zwei Spiele für Houston und 36 für Rio Grande. Mitte Juli 2020 wurde er vom französischen Erstligisten ASVEL Lyon-Villeurbanne verpflichtet. 2021 und 2022 gewann er mit der Mannschaft die Meisterschaft in Frankreich.
In der Sommerpause 2022 nahm er ein Angebot des spanischen Erstligisten Joventut de Badalona an. Ende Dezember 2022 gab es die Vertragsauflösung. Howard musste sich zwei Knieoperationen unterziehen, weshalb er rund eineinhalb Jahre nicht Basketball auf Leistungsebene betreiben konnte.
Ende Februar 2024 erhielt Howard einen Vertrag vom Erstligisten Le Mans Sarthe Basket. Dort blieb er bis zum Ende der Saison 2023/24. Danach wurde er vereinslos, im Herbst 2024 trainierte er in Le Mans und wurde Ende Oktober 2024 vom spanischen Erstligisten Básquet Girona verpflichtet. Howard blieb bis Dezember 2024 bei der Mannschaft. Zu Jahresbeginn 2025 schloss er sich JSF Nanterre an.

### Nationalmannschaft
Nachdem er in den Altersbereichen U16, U18 sowie U20 für Frankreichs Auswahlmannschaften gespielt hatte, bestritt er im Frühjahr 2018 sein erstes Länderspiel für die Herrennationalmannschaft.